# Laagland
In de aardrijkskunde is laagland of laagvlakte een laaggelegen gebied. In de plantengeografie wordt deze vegetatiezone de planaire zone genoemd. Er zijn meerdere definities, maar meestal wordt een gebied lager dan 200 meter boven zeeniveau bedoeld.
In bepaalde gevallen kunnen laagvlaktes onder zeeniveau liggen, zoals het Kaspisch Laagland rond de Kaspische Zee.
Laagland is niet altijd hetzelfde als een vlakte, omdat er in laagland ook sprake kan zijn van aanzienlijke hoogteverschillen en reliëf, zolang de topografie maar nergens boven de 200 m komt.
Het meeste laagland ter wereld bevindt zich nabij zeeën, meren en oceanen. Het grootste deel van deze gebieden zijn kustvlaktes of riviervlaktes. Laagland hoeft niet altijd aan de rand van een continent te liggen. Ook een laaggelegen bekken midden in een continent, omringd door gebergtes, kan laagland genoemd worden.

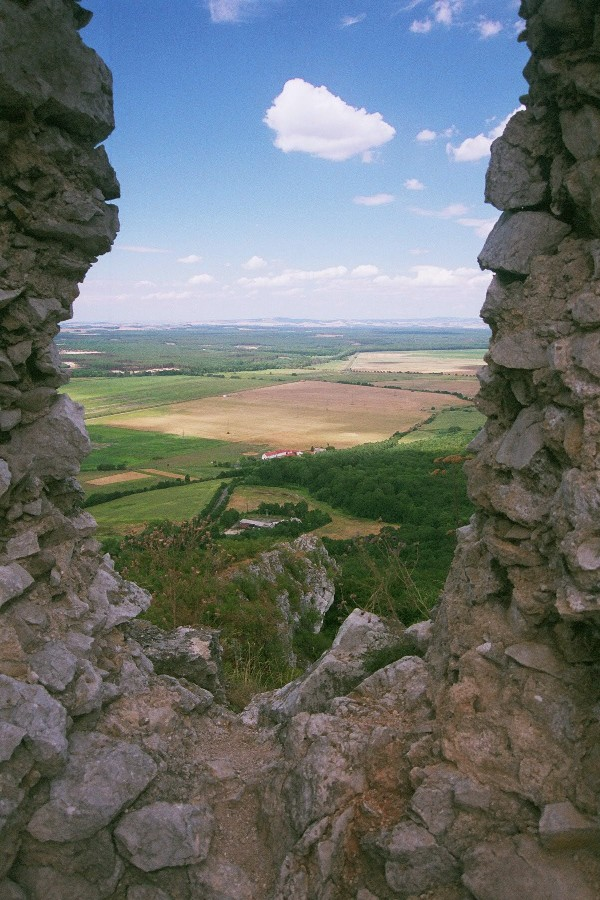
Laagland in Slowakije.